# Lophoptera togata
Lophoptera togata är en fjärilsart som beskrevs av Louis Beethoven Prout 1927. Lophoptera togata ingår i släktet Lophoptera och familjen nattflyn. Inga underarter finns listade i Catalogue of Life.